# Pomnik Hansa Sachsa w Norymberdze

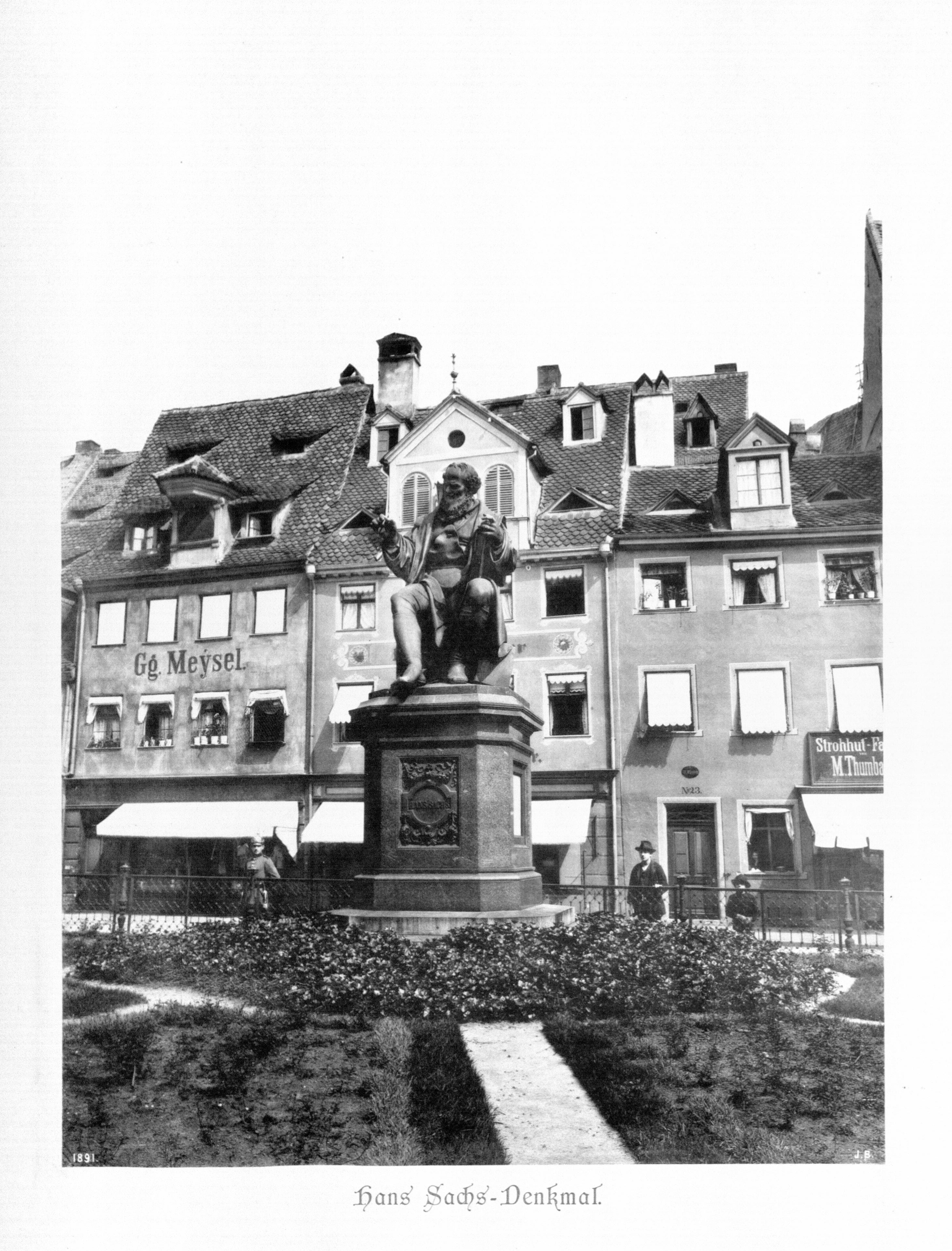
Pomnik w 1891 roku

Pomnik Hansa Sachsa w Norymberdze (niem. Hans-Sachs-Denkmal) – pomnik Hansa Sachsa znajdujący się na Hans-Sachs-Platz, dawniej Spitalplatz, w Norymberdze, w kraju związkowym Bawaria w Niemczech. Został odsłonięty 24 czerwca 1874 roku.
Pomnik upamiętnia Hansa Sachsa z Norymbergi, niemieckiego poetę przypowieściowego, dramaturga i uważanego za jednego z najważniejszych, mistrza śpiewaczego (niem. Meistersinger). Autorem pomnika jest niemiecki twórca posągów Johann Konrad Krausser. Odlew z brązu wykonał Christoph Albrecht Lenz. Pierwszy szkic pomnika wykonany przez Kraussera pochodził z 1872 roku.